# Ни на небу, ни на земљи
Ни на небу ни на земљи је српски филм снимљен 1994. године који је режирао Милош Миша Радивојевић, према сценарију Душана Јелића.

## Радња
Радња ове српске драме прати време 1993. године када је СРЈ под санкцијама. У времену без достојанства и перспективе примарно прати депресивног архитекту у Београду почетком деведесетих година 20. века, док лута у потрази за будућношћу у земљи у којој будућност више не постоји. Никола је у тридесетим годинама, млади архитекта без посла. Надимак „Шампион“ зарадио је јер се раније бавио тркама глисера. Он живи пристојан живот и његов стан је простран и удобан. Ипак, увек је задубљен у мисли, чак и кад се пије у локалним клубовима са својим друговима, такође младим, високо образованим људима на маргини друштва, који не успевају да се снађу у времену и друштву у коме живе. Други Николин пријатељ Поп бави се шверцом а трећи Столе, магистар светске књижевности - живи од коцке, због које на крају и губи главу.
Догађаји који их прате потврђују њихову моралну и менталну осујећеност. Ова потресна савремена прича, као "сведок времена" представља читаву једну генерацију људи, ону која је деведесетих била сувише стара да би почињала поново негде "напољу", а сувише млада да би остала и иструнула у Србији.

## Занимљивости
- Момчило Бајагић Бајага је написао музику за овај филм. Албум под називом Ни на небу ни на земљи, невезано за групу Бајага и инструктори, објављен је 1994. године и садржи 12 музичких нумера. Песма Ни на небу ни на земљи постоји у две верзије - вокалној и инструменталној.[2][3] На албуму Бајага и инструктори - Овај свет се мења из 2020. године је објаљена нова верзија ове песме.[4]
- У августу 2009. године, најављено је снимање наставка филма који је требало да режира сценариста Душан Јелић и који је, према његовим речима, био замишљен као акциона драма. Премијера филма је била најављена за јесен 2010. године, али до реализације није дошло из јавности непознатих разлога.[5]

## Улоге
| Глумац               | Улога                 |
| -------------------- | --------------------- |
| Светозар Цветковић   | Никола                |
| Бојана Маљевић       | Ана                   |
| Бранислав Лечић      | Стојан Јанковић Столе |
| Зоран Цвијановић     | Поп                   |
| Драган Николић       | Игла                  |
| Александар Берчек    | Ујак Крста            |
| Богдан Диклић        | Светислав             |
| Сандра Родић         | Сашка                 |
| Драган Јовановић     | Миле Мишко Џонсон     |
| Маја Сабљић          | Мануела               |
| Соња Савић           | Црвенокоса            |
| Бранка Пујић         | Зоки                  |
| Драган Зарић         | Обрад                 |
| Иван Зарић           | бармен са журке       |
| Дејан Матић          | Буђави                |
| Ентони Мугизва       | Жилијен Жиле Д' Лук   |
| Миодраг Крстовић     | Вампир                |
| Јосиф Татић          | Бата Коњ              |
| Горан Даничић        | Кинез                 |
| Жарко Милутиновић    | Никола дете           |
| Зорица Атанасовска   | Девојка Буђавог       |
| Мирјана Бјегојевић   | Цеца                  |
| Татијана Бјелић      | Лела                  |
| Миодраг Шуша         | Гонџа                 |
| Бранислав Зеремски   | Драгче                |
| Александар Срећковић | Момак са журке        |
| Ненад Јездић         | Влада                 |
| Момчило Бајагић      | Свирач                |
| Матилда              | Николина мачка        |

## Награде
Филм је 1994. године добио награду за најбољи сценарио на Фестивалу филмског сценарија у Врњачкој Бањи.